# Diglossa carbonaria
Fura-flor-carvoeiro (Diglossa carbonaria) é uma espécie de ave da família Thraupidae.
Pode ser encontrada nos seguintes países: Argentina e Bolívia.
Os seus habitats naturais são: regiões subtropicais ou tropicais húmidas de alta altitude, matagal tropical ou subtropical de alta altitude e florestas secundárias altamente degradadas.